# Camillo Faresin
Camillo Faresin SDB (* 22. Mai 1914 in Maragnola; † 25. Januar 2003) war Bischof von Guiratinga. 

## Leben
Camillo Faresin trat der Ordensgemeinschaft der Salesianer Don Boscos bei und empfing am 9. Juni 1940 die Priesterweihe. Pius XII. ernannte ihn am 13. August 1954 zum Koadjutorprälat von Registro do Araguaia und Titularbischof von Bubastis.
Der Erzbischof von Cuiabá, Francisco de Aquino Correa SDB, weihte ihn am 24. Oktober desselben Jahres zum Bischof; Mitkonsekratoren waren Antônio Campelo de Aragão SDB, Weihbischof in Cuiabá, und Orlando Chaves SDB, 
Bischof von Corumbá.
Nach dem Tod José Selva e Amarals folgte er ihm am 26. Juli 1966 als Prälat von Registro do Araguaia nach. Er nahm an allen Sitzungsperiode des Zweiten Vatikanischen Konzils teil. Am 26. Mai 1978 verzichtete er im Zuge der neuen Vergaberichtlinien der römischen Kurie auf seinen Titularbischofssitz. Der Papst erhob am 3. Oktober 1981 die Territorialprälatur zum Bistum und ernannte ihn zum ersten Bischof von Guiratinga. Am 20. November 1991 nahm Johannes Paul II. seinen altersbedingten Rücktritt an.